# Luciano I de Mónaco
Luciano Grimaldi (1487-22 de agosto de 1523) fue señor de Mónaco. Ascendió al trono el 11 de octubre de 1505, tras asesinar a su predecesor y hermano, Juan II, y gobernaría hasta su muerte.

## Familia y matrimonio
Era el cuarto hijo de Lamberto Grimaldi (1420-1494) y Claudina Grimaldi (1451-1515), señores de Mónaco.
El 25 de septiembre de 1514, Luciano contrajo matrimonio con Juana de Pontevès-Cabanes. Tuvieron al menos cinco hijos:
- Francisco (c. 1516-muerto joven).
- Claudina (nacido c. 1517).
- Lamberto (nacido c. 1519-muerto joven).
- Raniero (nacido c. 1521-muerto joven).
- Honorato I (1522-7 de octubre de 1581), señor de Mónaco.

## Asesinato de Juan II
Al menos dos versiones del asesinato lo retratan como el resultado de una discusión entre los hermanos. Según la "Historia de los príncipes de Mónaco" de Françoise de Bernardy, era casi la medianoche del 5 de octubre de 1505. Juan II se encontraba en la casa de la familia en Menton. Luciano y su madre, Claudina, también estaban en la casa. Nadie sabe el motivo de la discusión de los hermanos, pero esta acabó con Luciano acuchillando a Juan con su daga. En una novela gráfica publicada por Dargaud en 1997, la explicación de Luciano a su madre fue que él perdió los estribos cuando Juan admitió intentar vender Mónaco a los venecianos a escondidas. Esto respalda lo que escribió Luciano en una carta al duque de Saboya: "Yo protesté," Luciano escribió, "sobre la gran injusticia que estaba cometiendo para sus hermanos y hermanas por planear vender este baluarte de [Mónaco] a los venecianos...." Luciano dijo que su hermano lo había provocado e incluso lo había atacado con su daga antes de que Luciano se defendiera.

## Reinado
Un año después de que el reinado de Luciano empezara, Génova se separó de Francia, y muchos de sus habitantes huyeron a Mónaco como refugiados. En diciembre de 1506,  14,000 soldados genoveses sitiaron Mónaco y su castillo. El bloqueo duró cinco meses, hasta que Luciano consiguió derrotar a los genoveses en marzo de 1507. Mónaco, y por extensión Luciano, se encontraban ahora en un dilema; eran súbditos de Francia pero eran parte de un conflicto diplomático entre Francia y España, intentando preservar su frágil independencia.
En 1515, Luciano compró los derechos feudales sobre la ciudad de Menton, posesión de la familia de Ana de Láscaris, condesa de Villars, por ello pasando la ciudad a estar bajo la soberanía de Mónaco hasta la Revolución francesa.

## Asesinato de Luciano
El 22 de agosto de 1523, Luciano fue asesinado por su sobrino, Bartolomeo Doria de Dolceacqua, hijo de la hermana de Luciano, Francisca Doria, en el Palacio del príncipe de Mónaco. Su cuerpo fue arrastrado por las escalinatas del palacio por los hombres de Doria, para ser presentado ante las incrédulas masas, por ello incitando un disturbio donde los habitantes de Mónaco expulsaron a Doria y sus hombres del país.
Se cree que Andrea Doria, un almirante famoso y primo de Bartolomeo, tenía conocimiento previo del asesinato. La magnitud de su implicación en este asunto se especula, a raíz de haber estado en el Puerto Hércules con su escuadrón de barcos en el día del asesinato y haber recibido un mensaje de Bartolomeo, enviado desde fuera del palacio momentos antes de Bartolomeo llevara a cabo el asesinato. Se creía que el mensaje fue una treta para deshacerse del mayordomo de Luciano y doce o catorce de  sus hombres armados, dejando a Luciano solo, excepto por un esclavo, en compañía de su sobrino.
Luciano fue sucedido por su hijo menor, Honorato.

## Hechos notables
- Mónaco emitió un sello en el honor de Luciano, en 1967.[3]
- Luciano fue el responsable de las costosas adiciones y reparaciones al Palacio del príncipe de Mónaco, como resultado de los daños recibidos durante el sitio genovés.
- El papa Adriano VI visitó Mónaco durante el reinado de Luciano, en 1522.[4]
- Mónaco emitió una moneda de 2 euros con el rostro de Luciano en 2012.[5]
- Un retrato de Luciano Grimaldi, atribuido a Giovanni Antonio Boltraffio, se encuentra en las galerías del Palacio del príncipe de Mónaco.[3]